# Гамбуљано
Гамбуљано (итал. Gambugliano) је насеље у Италији у округу Виченца, региону Венето.
Према процени из 2011. у насељу је живело 287 становника. Насеље се налази на надморској висини од 147 м.

## Становништво
| 1951. | 1961. | 1971. | 1981. | 1991. | 2001. | 2011. |
| ----- | ----- | ----- | ----- | ----- | ----- | ----- |
| 964   | 757   | 630   | 645   | 709   | 789   | 851   |